# Rothschildia xanthina
Rothschildia xanthina är en fjärilsart som beskrevs av Rothschild 1907. Rothschildia xanthina ingår i släktet Rothschildia och familjen påfågelsspinnare. Inga underarter finns listade.